# 大常寿宁寺
大常寿宁寺，是中华人民共和国山西省太原市清徐县集义乡大常村的一座佛教寺院，已列为山西省文物保护单位。

## 历史
大常寿宁寺创建年代不详，据寺内清道光九年（1829）碑文记载，宋太祖赵匡胤曾到此拜访，当时此处已成古刹，二僧犒王师。明成化年间、清嘉庆二年（1797）、清道光六年（1826） 均曾修缮。

## 建筑
大常寿宁寺坐北朝南，前后两进院落，中轴线建有山门、大悲殿和大雄宝殿，两侧为钟鼓楼及东、西配殿、碑廊、耳殿等。其中大雄宝殿、大悲殿为明代建筑，均为面阔五间、进深三间，悬山顶。其余为清代建筑。
该寺有山西省唯一的一座五百罗汉堂，系一持法师从武昌佛学院毕业回到寿宁寺所建，建于2005至2010年。

## 保护
2000年9月21日，寿宁寺由太原市人民政府公布为太原市文物保护单位。2021年8月4日，大常寿宁寺由山西省人民政府公布为第六批山西省文物保护单位，编号6-47。